# Eucles unicolor
Eucles unicolor är en insektsart som beskrevs av Carl 1913. Eucles unicolor ingår i släktet Eucles och familjen Pseudophasmatidae. Inga underarter finns listade i Catalogue of Life.